# Seven Hills Nemzetközi Filmfesztivál
A Seven Hills Nemzetközi Filmfesztivál (röviden SHIFF) játékfilm, rövidfilm és dokumentumfilm kategóriában a közép-európai filmszakma számára rendezett nemzetközi verseny, vetítésekkel és szakmai fórumokkal, amit 2018-tól Pécsen tartanak.
A fesztivál elnöke: Tóth László.

## Díjazottak
A Seven Hills Nemzetközi Filmfesztiválon összesen hét kategóriában díjazzák a részt vevő filmeket. A nemzetközi filmek közönségdíjat nyerhetnek, melyekre a nézők a fesztivál ideje alatt a fesztivál közösségi oldalán és a helyszínen szavazhatnak.

### 2018
A 7 tagú zsűrit a fesztivál elnöke és művészeti igazgatója (Ziad Abdullah) választották ki. Elnöke Ragályi Elemér volt. A fesztivál díszvendégeként Bahrein filmipara mutatkozhatott be.
Díjazottak
- A legjobb rövidfilm - Tűz (Maria Shulgina)
- A legjobb dokumentumfilm - Vostok N20  (Elisabeth Silveiro)
- A legjobb színésznő - Marta Nieradkiewicz  (Vadrózsák)
- A legjobb színész - Stas Dombrovsky  (5 terápia)
- A legjobb rendező - Sulev Keedus  (A gyilkos / a szűz / az árnyék)
- A zsűri különdija - Vadrózsák (Anna Jadowksa)
- Legjobb film - Tűz (Mohamad Abdul Aziz)
- Kiemelt elismerés - Medvigy Gábor (az A rossz árnyék című film fényképezéséért)